# پردیس سینمایی پرده طلایی
پردیس سینمایی پرده طلایی یک پردیس سینمایی در شهر تهران، ایران است.
این پردیس که در شهرک ولیعصر واقع شده در فروردین ۱۴۰۲ تأسیس شده و دارای ۹ سالن نمایش است.